# Таиху стена
Таиху стена (太湖石) декоративна кинеска стена учених, коришћена је због структурале и скулптуралне намене у традиционалним кинеским вртовима, а одражавала је концепте традиционалног таоизма као што је супротстављеност две супротне силе Јина и Јанга. Вода која је јин (пасивна) дуби стену која је јанг (снага).  
Скулптурална намена је посебно цењена јер представља мудрост и бесмртност и морала је да потиче само из језера Таи западно од Суџоуа. Током Сонг династије, ово је био најскупљи елеменат вртова у Кинеском царству. Таиху стене комбиноване са потоцима и језерима, дају основу вртног плана.